# Chris Chittell
Chris Chittell, född 19 maj 1948 i Aldershot i Hampshire, England, är en engelsk skådespelare.
Han är mest känd som Eric Pollard i TV-serien Hem till gården, en roll han har spelat sedan 1986.

## Filmografi (urval)
- 1974 – Inkräktarna
- 1977 – Ta mej i dalen
- 1977 – Molly - familjeflickan
- 1979 – Game for Vultures
- 1979 – Striden i gryningen
- 1979 – Det gyllene mötet